# Amblyeleotris yanoi
Gobie drapeau
Espèce
 Amblyeleotris yanoi, communément nommé Gobie drapeau, est un poisson marin benthique de la famille des Gobies à crevette.
Il est présent dans les eaux tropicales de la zone ouest de l'Océan Pacifique. Sa taille maximale est de 13 cm pour les mâles et de 5,8 cm pour les femelles.

## Publication originale
- (en) Aonuma & Yoshino, 1996 : Two new species of the genus Amblyeleotris (Pisces: Gobiidae) from the Ryukyu Islands, Japan. Ichthyological Research, vol. 43, n. 2, p. 161-168[4] (introduction).